# Кайсей
Кайсей (яп. 開成町 Кайсэй-мати) — посёлок в Японии, находящийся в уезде Асигараками префектуры Канагава. Площадь посёлка составляет 6,56 км², население — 16 820 человек (1 августа 2014), плотность населения — 2564,02 чел./км².

## Географическое положение
Посёлок расположен на острове Хонсю в префектуре Канагава региона Канто. С ним граничат города Одавара, Минамиасигара и посёлки Мацуда, Ямакита, Ои.

## Население
Население посёлка составляет 16 820 человек (1 августа 2014), а плотность — 2564,02 чел./км². Изменение численности населения с 1980 по 2005 годы:
| 1980 | 10 673 чел. |  |
| 1985 | 11 227 чел. |  |
| 1990 | 11 941 чел. |  |
| 1995 | 12 698 чел. |  |
| 2000 | 13 396 чел. |  |
| 2005 | 15 123 чел. |  |

## Символика
Деревом посёлка считается кастанопсис, цветком — гортензия.